# Доњи Грбавци
Доњи Грбавци су насељено мјесто у општини Зворник, Република Српска, БиХ. Према попису становништва из 1991. у насељу је живјело 1.058 становника. До 2012. године званичан назив насеља је био Грбавци Доњи, а тада се на основу „Одлуке о промјени назива насељеног мјеста Грбавци Доњи у Доњи Грбавци на подручју општине Зворник“ (Службени гласник Републике Српске 100/2012 од 30. октобра 2012. године) мења у садашњи назив.

## Становништво
| Националност       | 2013. | 1991.        | 1981.        | 1971.        |
| Муслимани          |       | 846 (79,96%) | 678 (70,04%) | 453 (82,06%) |
| Срби               |       | 206 (19,47%) | 259 (26,75%) | 96 (17,39%)  |
| Хрвати             |       | 1 (0,09%)    |              | 1 (0,18%)    |
| Југословени        |       | 2 (0,18%)    | 27 (2,78%)   | 1 (0,18%)    |
| остали и непознато |       | 3 (0,28%)    | 4 (0,41%)    | 1 (0,18%)    |
| Укупно             | 536   | 1.058        | 968          | 552          |

| Демографија | Демографија | Демографија |
| Година      | Становника  | Становника  |
| ----------- | ----------- | ----------- |
| 1948.       | 394         |             |
| 1953.       | 636         |             |
| 1961.       | 658         |             |
| 1971.       | 552         |             |
| 1981.       | 968         |             |
| 1991.       | 1.058       |             |
| 2013.       | 536         |             |

## Извор
- Књига: „Национални састав становништва — Резултати за Републику по општинама и насељеним мјестима 1991.", статистички билтен бр. 234, Издање Државног завода за статистику Републике Босне и Херцеговине, Сарајево.